# Gura-Menți, Gorj
Gura-Menți este un sat în comuna Borăscu din județul Gorj, Oltenia, România.
 Acest articol despre o localitate din județul Gorj este deocamdată un ciot. Puteți ajuta Wikipedia prin completarea lui.